# سانتاوسانیو دل سانجرو
سانتاوسانیو دل سانجرو (به ایتالیایی: Sant'Eusanio del Sangro) یک کومونه در ایتالیا است که در استان کییتی واقع شده‌است. سانتاوسانیو دل سانجرو ۲۳٫۹۶ کیلومتر مربع مساحت و ۲٬۴۲۰ نفر جمعیت دارد و ۲۰۰ متر بالاتر از سطح دریا واقع شده‌است.